# Nemor
Il Nemor (讷谟尔河S; in russo Нэмэр?, Nėmėr) è un affluente sinistro del fiume Nen (bacino dell'Amur). Scorre nella provincia dello Heilongjiang, nella Cina nord-orientale.
La sorgente del fiume si trova nella parte occidentale della catena del Piccolo Khingan. In un primo momento, il fiume scorre lungo le montagne verso nord, e poi gira a ovest, costeggiando la contea della città di Bei'an del città-prefettura di Heihe da nord. Quindi il fiume scorre verso la città-prefettura di Nehe e nel distretto della città di Qiqihar sfocia nel fiume Nen. Il Nemor ha una lunghezza di 595 km e l'area del bacino è di 13 945 km².